# Planeta Teror
Planeta Teror (Planet Terror) je akční horrorový film Roberta Rodrigueze, uvedený v roce 2007. Film byl natočen společně s filmem Auto zabiják v rámci projektu Grindhouse, kterým režiséři Rodriguez a Tarantino chtěli vzdát poctu svým oblíbeným videofilmům.
Film popisuje s nadsázkou boj skupiny lidí se zástupy zombie, které udělal z obyvatel smrtící vir.

## Obsazení
- El Wray - Freddy Rodriguez
- Cherry Darling - Rose McGowan
- šerif Hague - Michael Biehn
- Dr. William Block - Josh Brolin
- Dr. Dakota Block - Marley Shelton
- J.T. Hague - Jeff Fahey
- Tony Block - Rebel Rodriguez
- poručík Muldoon - Bruce Willis
- Abby - Naveen Andrews
- Romey - Julio Oscar Mechoso
- Tammy Visan - Stacy Ferguson
- Joe - Nicky Katt
- pomocník Tolo - Tom Savini
- pomocník Carlos - Carlos Gallardo
- Crazy Babysitter Twins - Electra a Elise Avellan
- Lewis, Rapist č.1 - Quentin Tarantino
- Earl McGraw - Michael Parks
- Dr. Felix - Felix Sabates